# Première circonscription de Meurthe-et-Moselle
La première circonscription de Meurthe-et-Moselle est l'une des 6 circonscriptions législatives françaises que compte le département de Meurthe-et-Moselle (54) situé en région Grand Est.

## Description géographique et démographique

### De 1958 à 1986
Le département avait sept circonscriptions.
La Première circonscription de Meurthe-et-Moselle était composée de :
- canton de Nancy-Nord
- canton de Nomeny
- canton de Pont-à-Mousson

Source : Journal Officiel du 14-15 Octobre 1958.

### Depuis 1988
La première circonscription de Meurthe-et-Moselle est délimitée par le découpage électoral de la loi n°86-1197 du 24 novembre 1986, elle regroupe les divisions administratives suivantes : 
- canton de Nancy-Est
- canton de Nancy-Nord
- canton de Nancy-Sud
- canton de Malzéville.

D'après le recensement général de la population en 1999, réalisé par l'Institut national de la statistique et des études économiques (INSEE), la population totale de cette circonscription est estimée à 93 131 habitants,.

## Historique des députations
| Législature | Début de mandat   | Fin de mandat   | Député                        | Parti politique          | Observations |
| ----------- | ----------------- | --------------- | ----------------------------- | ------------------------ | --- |
| Ire         | 9 décembre 1958   | 9 octobre 1962  | Roger Souchal                 | UDR                      | Mandat écourté à la suite d'une dissolution parlementaire décidée par Charles de Gaulle.                                                      |
| IIe         | 6 décembre 1962   | 2 avril 1967    | Roger Souchal                 | UDR                      | |
| IIIe        | 3 avril 1967      | 30 mai 1968     | Roger Souchal                 | UDR                      | Mandat écourté à la suite d'une dissolution parlementaire décidée par Charles de Gaulle.                                                      |
| IVe         | 11 juillet 1968   | 1er juin 1970   | Roger Souchal                 | UDR                      | Démission de Roger Souchal. |
| IVe         | 28 juin 1970      | 1er avril 1973  | Jean-Jacques Servan-Schreiber | PR                       | Démission de Roger Souchal. |
| Ve          | 2 avril 1973      | 2 avril 1978    | Jean-Jacques Servan-Schreiber | PR                       | |
| VIe         | 18 mars 1978      | octobre 1978    | Jean-Jacques Servan-Schreiber | PR                       | Élection invalidée par le Conseil constitutionnel. Mandat écourté à la suite d'une dissolution parlementaire décidée par François Mitterrand. |
| VIe         | 24 septembre 1978 | 22 mai 1981     | Yvon Tondon                   | PS                       | Élection invalidée par le Conseil constitutionnel. Mandat écourté à la suite d'une dissolution parlementaire décidée par François Mitterrand. |
| VIIe        | 2 juillet 1981    | 1er avril 1986  | Yvon Tondon                   | PS                       | |
| IXe         | 23 juin 1988      | 1er avril 1993  | André Rossinot                | UDF-PRV                  | |
| Xe          | 2 avril 1993      | 21 avril 1997   | André Rossinot                | Parti radical valoisien  | Mandat écourté à la suite d'une dissolution parlementaire décidée par Jacques Chirac.                                                         |
| XIe         | 12 juin 1997      | 18 juin 2002    | Jean-Jacques Denis            | Parti socialiste         | |
| XIIe        | 19 juin 2002      | 19 juin 2007    | Laurent Hénart,               | Parti radical valoisien, | |
| XIIIe       | 20 juin 2007      | 19 juin 2012    | Laurent Hénart                | Parti radical valoisien  | |
| XIVe        | 20 juin 2012      | 20 juin 2017    | Chaynesse Khirouni            | Parti socialiste         | |
| XVe         | 21 juin 2017      | 21 juin 2022    | Carole Grandjean              | LREM                     | |
| XVIe        | 22 juin 2022      | 4 août 2022     | Carole Grandjean              | RE                       | Mandat écourté à la suite d'une dissolution parlementaire décidée par Emmanuel Macron.                                                        |
| XVIe        | 5 août 2022       | 11 février 2024 | Philippe Guillemard           | RE                       | Mandat écourté à la suite d'une dissolution parlementaire décidée par Emmanuel Macron.                                                        |
| XVIe        | 12 février 2022   | 9 juin 2024     | Carole Grandjean              | RE                       | Mandat écourté à la suite d'une dissolution parlementaire décidée par Emmanuel Macron.                                                        |
| XVIIe       | 8 juillet 2024    | En cours        | Estelle Mercier               | Parti socialiste         | |

## Historique des élections

### Élections de 1958
| Candidat       | Candidat          | Parti          | Premier tour | Premier tour | Second tour | Second tour |  |
| Candidat       | Candidat          | Parti          | Voix         | %            | Voix        | %           |  |
| -------------- | ----------------- | -------------- | ------------ | ------------ | ----------- | ----------- |  |
|                | Robert Linard     | CNIP           | 16 482       | 37,26        | 16 880      | 40,25       |  |
|                | Roger Souchal élu | UNR            | 14 595       | 32,99        | 19 076      | 45,48       |  |
|                | Jean Kreher       | SFIO           | 6 065        | 13,71        | Retrait     | Retrait     |  |
|                | Georges Lacaze    | PCF            | 5 841        | 13,2         | 5 985       | 14,27       |  |
|                | Paul Parcot       | UFF            | 1 257        | 2,84         |             |             |  |
|                |                   |                |              |              |             |             |  |
| Inscrits       | Inscrits          | Inscrits       | 57 044       | 100,00       | 57 036      | 100,00      |  |
| Abstentions    | Abstentions       | Abstentions    | 11 544       | 20,24        | 14 065      | 24,66       |  |
| Votants        | Votants           | Votants        | 45 500       | 79,76        | 42 971      | 75,34       |  |
| Blancs et nuls | Blancs et nuls    | Blancs et nuls | 1 260        | 2,77         | 1 030       | 2,4         |  |
| Exprimés       | Exprimés          | Exprimés       | 44 240       | 97,23        | 41 941      | 97,6        |  |

Le suppléant de Roger Souchal était Bernard Guy, officier de réserve, adjoint au maire de Pont-à-Mousson.

### Élections de 1962
|                | Roger Souchal sortant réélu | UNR-UDT        | 26 216 | 62,11  |  |  |  |
|                | Georges Lacaze              | PCF            | 6 391  | 15,14  |  |  |  |
|                | Joseph de Pommery           | CNIP           | 5 094  | 12,07  |  |  |  |
|                | Jean Kreher                 | SFIO           | 4 505  | 10,67  |  |  |  |
|                |                             |                |        |        |  |  |  |
| Inscrits       | Inscrits                    | Inscrits       | 61 618 | 100,00 |  |  |  |
| Abstentions    | Abstentions                 | Abstentions    | 18 080 | 29,34  |  |  |  |
| Votants        | Votants                     | Votants        | 43 538 | 70,66  |  |  |  |
| Blancs et nuls | Blancs et nuls              | Blancs et nuls | 1 332  | 3,06   |  |  |  |
| Exprimés       | Exprimés                    | Exprimés       | 42 206 | 96,94  |  |  |  |

Le suppléant de Roger Souchal était Abel Simard, instituteur, maire de Belleau.

### Élections de 1967
| Candidat       | Candidat               | Parti          | Premier tour | Premier tour | Second tour | Second tour |  |
| Candidat       | Candidat               | Parti          | Voix         | %            | Voix        | %           |  |
| -------------- | ---------------------- | -------------- | ------------ | ------------ | ----------- | ----------- |  |
|                | Christian Fouchet élu  | UD-Ve          | 23 086       | 44,63        | 26 373      | 56,39       |  |
|                | Michel Antoine         | PCF            | 11 254       | 21,76        | 20 397      | 43,61       |  |
|                | Jean Lallemand         | PSU            | 8 965        | 17,33        | Retrait     | Retrait     |  |
|                | Luc Bourcier de Carbon | CD (PDM)       | 5 068        | 9,8          |             |             |  |
|                | Robert Linard          | Modérés        | 3 353        | 6,48         |             |             |  |
|                |                        |                |              |              |             |             |  |
| Inscrits       | Inscrits               | Inscrits       | 65 456       | 100,00       | 65 446      | 100,00      |  |
| Abstentions    | Abstentions            | Abstentions    | 12 186       | 18,62        | 15 600      | 23,84       |  |
| Votants        | Votants                | Votants        | 53 270       | 81,38        | 49 846      | 76,16       |  |
| Blancs et nuls | Blancs et nuls         | Blancs et nuls | 1 544        | 2,9          | 3 076       | 6,17        |  |
| Exprimés       | Exprimés               | Exprimés       | 51 726       | 97,1         | 46 770      | 93,83       |  |

Le suppléant de Christian Fouchet était Roger Souchal, député sortant. Roger Souchal remplaça Christian Fouchet, nommé membre du gouvernement, du 8 mai 1967 au 30 mai 1968.

### Élections de 1968
| Candidat       | Candidat                    | Parti          | Premier tour | Premier tour | Second tour | Second tour |  |
| Candidat       | Candidat                    | Parti          | Voix         | %            | Voix        | %           |  |
| -------------- | --------------------------- | -------------- | ------------ | ------------ | ----------- | ----------- |  |
|                | Roger Souchal sortant réélu | UDR (URP)      | 24 489       | 48,25        | 28 119      | 63,35       |  |
|                | Michel Antoine              | PCF            | 8 847        | 17,43        | 16 266      | 36,65       |  |
|                | Antoine Troglic             | PSU            | 6 921        | 13,64        | Retrait     | Retrait     |  |
|                | Luc Bourcier de Carbon      | CD (PDM)       | 5 605        | 11,04        |             |             |  |
|                | Maurice Bouteille           | FGDS (SFIO)    | 4 895        | 9,64         |             |             |  |
|                |                             |                |              |              |             |             |  |
| Inscrits       | Inscrits                    | Inscrits       | 65 578       | 100,00       | 65 577      | 100,00      |  |
| Abstentions    | Abstentions                 | Abstentions    | 13 937       | 21,25        | 18 974      | 28,93       |  |
| Votants        | Votants                     | Votants        | 51 641       | 78,75        | 46 603      | 71,07       |  |
| Blancs et nuls | Blancs et nuls              | Blancs et nuls | 884          | 1,71         | 2 218       | 4,76        |  |
| Exprimés       | Exprimés                    | Exprimés       | 50 757       | 98,29        | 44 385      | 95,24       |  |

Le suppléant de Roger Souchal était Abel Simard, instituteur, conseiller général du canton de Nomeny, maire de Belleau.

### Élection législative partielle du 21 et du 28 juin 1970
(démission de Roger Souchal le 1er juin 1970)
| Candidat | Candidat                          | Parti          | Premier tour | Premier tour | Second tour | Second tour |  |
| Candidat | Candidat                          | Parti          | Voix         | %            | Voix        | %           |  |
| --- | --------------------------------- | -------------- | ------------ | ------------ | ----------- | ----------- |  |
| | Jean-Jacques Servan-Schreiber élu | Sans étiquette | 18 352       | 45,40        | 22 414      | 55,28       |  |
| | Roger Souchal sortant             | Divers droite  | 10 836       | 26,80        | 10 075      | 24,85       |  |
| | Michel Antoine                    | PCF            | 7 684        | 19,01        | 8 057       | 19,87       |  |
| | François Borella                  | PSU            | 2 079        | 5,14         |             |             |  |
| | Gérard Cureau                     | PS             | 953          | 2,36         |             |             |  |
| | Pierre-Marie Albrique             | Divers         | 522          | 1,29         |             |             |  |
| |                                   |                |              |              |             |             |  |
| Inscrits | Inscrits                          | Inscrits       | 67 538       | 100,00       | 67 536      | 100,00      |  |
| Abstentions | Abstentions                       | Abstentions    | 26 167       | 38,74        | 26 256      | 38,88       |  |
| Votants | Votants                           | Votants        | 41 371       | 61,26        | 41 280      | 61,12       |  |
| Blancs et nuls | Blancs et nuls                    | Blancs et nuls | 945          | 2,28         | 734         | 1,78        |  |
| Exprimés | Exprimés                          | Exprimés       | 40 426       | 97,72        | 40 546      | 98,22       |  |
| Source : France, Ministère de l'intérieur. Les Elections législatives . Métropole., la Documentation française, 1974 (lire en ligne) |                                   |                |              |              |             |             |  |

Jean-Jacques Servan-Schreiber siégea parmi les députés non-inscrits. Son suppléant était le Docteur Jules Jeanclaude, conseiller général du canton de Pont-à-Mousson, Vice-Président du conseil général.

### Élections de 1973
| Candidat       | Candidat                                    | Parti                     | Premier tour | Premier tour | Second tour | Second tour |  |
| Candidat       | Candidat                                    | Parti                     | Voix         | %            | Voix        | %           |  |
| -------------- | ------------------------------------------- | ------------------------- | ------------ | ------------ | ----------- | ----------- |  |
|                | Jean-Jacques Servan-Schreiber sortant réélu | Rad (MR)                  | 16 188       | 30,15        | 23 335      | 42,21       |  |
|                | Michel Antoine                              | PCF                       | 10 521       | 19,59        | 17 921      | 32,42       |  |
|                | Roger Souchal                               | Divers droite (Gaulliste) | 10 138       | 18,88        | 14 026      | 25,37       |  |
|                | Francine Henrich                            | CDP (URP)                 | 6 505        | 12,11        |             |             |  |
|                | Patrice Gassenbach                          | MRG (UGSD)                | 5 056        | 9,42         |             |             |  |
|                | François Borella                            | PSU                       | 3 034        | 5,65         |             |             |  |
|                | Michèle Lanchon                             | LO                        | 1 054        | 1,96         |             |             |  |
|                | André Burlereaux                            | Divers droite             | 644          | 1,2          |             |             |  |
|                | Marcel Deville                              | Rad                       | 558          | 1,04         |             |             |  |
|                |                                             |                           |              |              |             |             |  |
| Inscrits       | Inscrits                                    | Inscrits                  | 70 094       | 100,00       | 70 070      | 100,00      |  |
| Abstentions    | Abstentions                                 | Abstentions               | 15 016       | 21,42        | 13 798      | 19,69       |  |
| Votants        | Votants                                     | Votants                   | 55 078       | 78,58        | 56 272      | 80,31       |  |
| Blancs et nuls | Blancs et nuls                              | Blancs et nuls            | 1 380        | 2,51         | 990         | 1,76        |  |
| Exprimés       | Exprimés                                    | Exprimés                  | 53 698       | 97,49        | 55 282      | 98,24       |  |

Le suppléant de Jean-Jacques Servan-Schreiber était le Docteur Jules Jeanclaude, Vice-Président du Conseil général, maire de Pagny-sur-Moselle.

### Élections de 1978
| Candidat       | Candidat                                    | Parti          | Premier tour | Premier tour | Second tour | Second tour |  |
| Candidat       | Candidat                                    | Parti          | Voix         | %            | Voix        | %           |  |
| -------------- | ------------------------------------------- | -------------- | ------------ | ------------ | ----------- | ----------- |  |
|                | Yvon Tondon                                 | PS             | 16 571       | 26,01        | 32 821      | 49,98       |  |
|                | Jean-Jacques Servan-Schreiber sortant réélu | UDF (Rad)      | 16 292       | 25,57        | 32 843      | 50,02       |  |
|                | Claude Huriet                               | RPR            | 14 240       | 22,35        | Retrait     | Retrait     |  |
|                | Roland Favaro                               | PCF            | 11 981       | 18,8         | Retrait     | Retrait     |  |
|                | Henri Begorre                               | PSU (FA)       | 1 247        | 1,96         |             |             |  |
|                | Joël Dupuy                                  | Extrême droite | 1 000        | 1,57         |             |             |  |
|                | Michèle Lanchon                             | LO             | 803          | 1,26         |             |             |  |
|                | Patrice Kelche                              | UGP            | 757          | 1,19         |             |             |  |
|                | Bernard Thiéry                              | LCR            | 373          | 0,59         |             |             |  |
|                | Régine Denis-Judicis                        | NAR            | 279          | 0,44         |             |             |  |
|                | Marie-Thérèse Cicolella                     | Extrême gauche | 177          | 0,28         |             |             |  |
|                |                                             |                |              |              |             |             |  |
| Inscrits       | Inscrits                                    | Inscrits       | 80 207       | 100,00       | 80 206      | 100,00      |  |
| Abstentions    | Abstentions                                 | Abstentions    | 15 175       | 18,92        | 13 247      | 16,52       |  |
| Votants        | Votants                                     | Votants        | 65 032       | 81,08        | 66 959      | 83,48       |  |
| Blancs et nuls | Blancs et nuls                              | Blancs et nuls | 1 312        | 2,02         | 1 295       | 1,93        |  |
| Exprimés       | Exprimés                                    | Exprimés       | 63 720       | 97,98        | 65 664      | 98,07       |  |

Le suppléant de Jean-Jacques Servan-Schreiber était François Pontet, directeur de cabinet de JJSS.
Le Conseil constitutionnel a annulé l'élection, au motif de bulletins et d'émargements mal décomptés ainsi qu'une propagande électorale tardive, des éléments qui purent influencer le scrutin, seules 22 voix (réduites à 4 après retranchement) séparent les candidats au second tour. 

### Élection législative partielledu 17 et du 24 septembre 1978
Yvon Tondon, PS est élu, battant le sortant invalidé Jean-Jacques Servan-Schreiber. Étienne Criqui fit une analyse sur les causes multiples de ce retournement.
| Candidat | Candidat                              | Parti                     | Premier tour | Premier tour | Second tour | Second tour |
| Candidat | Candidat                              | Parti                     | Voix         | %            | Voix        | %           |
| -------- | ------------------------------------- | ------------------------- | ------------ | ------------ | ----------- | ----------- |
|          | Yvon Tondon élu                       | PS                        | 17 532       | 37,48        | 30 757      | 58,46       |
|          | Jean-Jacques Servan-Schreiber sortant | UDF (Rad)                 | 13 253       | 28,96        | 21 851      | 41,53       |
|          | Claude Huriet                         | Divers droite (RPR, CNIP) | 6 822        | 14,90        |             |             |
|          | Roland Favaro                         | PCF                       | 6 522        | 14,25        |             |             |
|          | Christiane Nimsgern                   | Extrême gauche (LO)       | 503          | 1,09         |             |             |
|          | Henri Begorre                         | PSU                       | 498          | 1,08         |             |             |
|          | Christian Parra                       | diss. RPR                 | 379          | 0,82         |             |             |
|          | Joël Dupuy                            | Extrême droite (PFN)      | 300          | 0,65         |             |             |
|          | Régine Denis-Judicis                  | Divers (NAF)              | 211          | 0,46         |             |             |
|          | Alain Jeunet                          | Divers                    | 123          | 0,26         |             |             |

### Élections de 1981
| Candidat       | Candidat                  | Parti          | Premier tour | Premier tour | Second tour | Second tour |  |
| Candidat       | Candidat                  | Parti          | Voix         | %            | Voix        | %           |  |
| -------------- | ------------------------- | -------------- | ------------ | ------------ | ----------- | ----------- |  |
|                | Yvon Tondon sortant réélu | PS             | 24 562       | 46,06        | 33 896      | 59,07       |  |
|                | Roland Moine              | RPR (UNM)      | 15 252       | 28,60        | 23 487      | 40,93       |  |
|                | Claude Huriet             | UDF (PR)       | 6 656        | 12,48        |             |             |  |
|                | Roland Favaro             | PCF            | 6 055        | 11,35        |             |             |  |
|                | Christiane Nimsgern       | LO             | 802          | 1,50         |             |             |  |
|                |                           |                |              |              |             |             |  |
| Inscrits       | Inscrits                  | Inscrits       | 81 955       | 100,00       | 81 952      | 100,00      |  |
| Abstentions    | Abstentions               | Abstentions    | 27 841       | 33,97        | 23 661      | 28,87       |  |
| Votants        | Votants                   | Votants        | 54 114       | 66,03        | 58 291      | 71,13       |  |
| Blancs et nuls | Blancs et nuls            | Blancs et nuls | 787          | 1,45         | 908         | 1,56        |  |
| Exprimés       | Exprimés                  | Exprimés       | 53 327       | 98,55        | 57 383      | 98,44       |  |

Le suppléant d'Yvon Tondon était Jean-François Grandbastien, professeur, de Villers-lès-Nancy.

### Élections de 1988
|                | André Rossinot sortant réélu | UDF (Rad) (URC) | 15 794 | 51,54  |  |  |  |
|                | François Borella             | PS              | 10 510 | 34,3   |  |  |  |
|                | Jean-Claude Bardet           | FN              | 2 780  | 9,07   |  |  |  |
|                | Roland Favaro                | PCF             | 1 561  | 5,09   |  |  |  |
|                |                              |                 |        |        |  |  |  |
| Inscrits       | Inscrits                     | Inscrits        | 53 376 | 100,00 |  |  |  |
| Abstentions    | Abstentions                  | Abstentions     | 22 330 | 41,84  |  |  |  |
| Votants        | Votants                      | Votants         | 31 046 | 58,16  |  |  |  |
| Blancs et nuls | Blancs et nuls               | Blancs et nuls  | 401    | 1,29   |  |  |  |
| Exprimés       | Exprimés                     | Exprimés        | 30 645 | 98,71  |  |  |  |

La suppléante d'André Rossinot était Lucienne Parent, maire d'Amance.

### Élections de 1993
| Candidat       | Candidat                     | Parti          | Premier tour | Premier tour | Second tour | Second tour |  |
| Candidat       | Candidat                     | Parti          | Voix         | %            | Voix        | %           |  |
| -------------- | ---------------------------- | -------------- | ------------ | ------------ | ----------- | ----------- |  |
|                | André Rossinot sortant réélu | UDF (Rad)      | 13 854       | 45,99        | 17 642      | 62,44       |  |
|                | Jean-Jacques Guyot           | PS (ADFP)      | 4 619        | 15,33        | 10 614      | 37,56       |  |
|                | Jean-Claude Bardet           | FN             | 4 037        | 13,4         |             |             |  |
|                | Claude Blondeau              | GÉ (EÉ)        | 2 582        | 8,57         |             |             |  |
|                | Michel Roussel               | Divers         | 1 382        | 4,59         |             |             |  |
|                | Colette Spiess               | LT-LNÉ         | 1 048        | 3,48         |             |             |  |
|                | Marc Benoit                  | PCF            | 1 014        | 3,37         |             |             |  |
|                | Jean-Paul Mougel             | SÉGA           | 957          | 3,18         |             |             |  |
|                | Jacques Decoupy              | LO             | 632          | 2,1          |             |             |  |
|                |                              |                |              |              |             |             |  |
| Inscrits       | Inscrits                     | Inscrits       | 50 918       | 100,00       | 50 918      | 100,00      |  |
| Abstentions    | Abstentions                  | Abstentions    | 19 354       | 38,01        | 20 381      | 40,03       |  |
| Votants        | Votants                      | Votants        | 31 564       | 61,99        | 30 537      | 59,97       |  |
| Blancs et nuls | Blancs et nuls               | Blancs et nuls | 1 439        | 4,56         | 2 281       | 7,47        |  |
| Exprimés       | Exprimés                     | Exprimés       | 30 125       | 95,44        | 28 256      | 92,53       |  |

Le suppléant d'André Rossinot était Jean-Marie Schléret, ancien Président de la Fédération de Parents d'élèves PEEP. Jean-Marie Schléret remplaça André Rossinot, nommé membre du gouvernement, du 2 mai 1993 au 27 juin 1995.

### Élection partielle du 10 et 17 septembre 1995
| Candidat       | Candidat                     | Parti          | Premier tour | Premier tour | Second tour | Second tour |  |
| Candidat       | Candidat                     | Parti          | Voix         | %            | Voix        | %           |  |
| -------------- | ---------------------------- | -------------- | ------------ | ------------ | ----------- | ----------- |  |
|                | André Rossinot sortant réélu | UDF (Rad)      | 5 921        | 41,56        | 7 655       | 55,65       |  |
|                | Jean-Jacques Guyot           | PS             | 3 145        | 22,07        | 6 099       | 44,34       |  |
|                | Jean-Claude Bardet           | FN             | 2 055        | 14,42        |             |             |  |
|                | André Lefèbvre               | Divers droite  | 1 199        | 8,41         |             |             |  |
|                | Patrick Hatzig               | PCF            | 728          | 5,11         |             |             |  |
|                | Étienne Odara                | LO             | 636          | 4,46         |             |             |  |
|                | Michel Claire                | MÉI            | 562          | 3,94         |             |             |  |
|                |                              |                |              |              |             |             |  |
| Inscrits       | Inscrits                     | Inscrits       | 49 884       | 100,00       | 49 879      | 100,00      |  |
| Abstentions    | Abstentions                  | Abstentions    | 35 218       | 70,6         | 35 237      | 70,64       |  |
| Votants        | Votants                      | Votants        | 14 666       | 29,4         | 14 642      | 29,36       |  |
| Blancs et nuls | Blancs et nuls               | Blancs et nuls | 420          | 2,86         | 888         | 6,06        |  |
| Exprimés       | Exprimés                     | Exprimés       | 14 246       | 97,14        | 13 754      | 93,94       |  |

### Élections de 1997
| Candidat       | Candidat                | Parti          | Premier tour | Premier tour | Second tour | Second tour |  |
| Candidat       | Candidat                | Parti          | Voix         | %            | Voix        | %           |  |
| -------------- | ----------------------- | -------------- | ------------ | ------------ | ----------- | ----------- |  |
|                | André Rossinot sortant  | UDF (Rad)      | 9 191        | 31,94        | 15 341      | 49,79       |  |
|                | Jean-Jacques Denis élu  | PS             | 7 733        | 26,87        | 15 468      | 50,21       |  |
|                | Gérard Bargoin          | FN             | 4 106        | 14,27        |             |             |  |
|                | Patrick Hatzig          | PCF            | 1 558        | 5,41         |             |             |  |
|                | Guy Boiche              | LDI (MPF)      | 1 444        | 5,02         |             |             |  |
|                | Christiane Nimsgern     | LO             | 1 224        | 4,25         |             |             |  |
|                | Jean-Christophe Fischer | SÉGA           | 1 201        | 4,17         |             |             |  |
|                | Marie-Claude Nowakowski | MÉI            | 930          | 3,23         |             |             |  |
|                | Mary-Claude Conty       | Divers         | 716          | 2,49         |             |             |  |
|                | Alain Chartier          | LCR            | 522          | 1,81         |             |             |  |
|                | Jacques L'Hermite       | Divers droite  | 154          | 0,54         |             |             |  |
|                |                         |                |              |              |             |             |  |
| Inscrits       | Inscrits                | Inscrits       | 49 084       | 100,00       | 49 083      | 100,00      |  |
| Abstentions    | Abstentions             | Abstentions    | 19 124       | 38,96        | 16 604      | 33,83       |  |
| Votants        | Votants                 | Votants        | 29 960       | 61,04        | 32 479      | 66,17       |  |
| Blancs et nuls | Blancs et nuls          | Blancs et nuls | 1 181        | 3,94         | 1 670       | 5,14        |  |
| Exprimés       | Exprimés                | Exprimés       | 28 779       | 96,06        | 30 809      | 94,86       |  |

Le suppléant de Jean-Jacques Denis était Jean-Paul Bolmont, conseiller général du canton de Malzéville, maire de Malzéville, chef d'entreprise.

### Élections de 2002
| Candidat       | Candidat                   | Parti            | Premier tour | Premier tour | Second tour | Second tour |  |
| Candidat       | Candidat                   | Parti            | Voix         | %            | Voix        | %           |  |
| -------------- | -------------------------- | ---------------- | ------------ | ------------ | ----------- | ----------- |  |
|                | Laurent Hénart élu         | UMP              | 11 878       | 40,52        | 14 657      | 54,31       |  |
|                | Jean-Jacques Denis sortant | PS               | 9 059        | 30,9         | 12 330      | 45,69       |  |
|                | Gisèle Moissette           | FN               | 2 508        | 8,56         |             |             |  |
|                | Élisabeth Laithier         | RPF              | 1 247        | 4,25         |             |             |  |
|                | Jean-Christophe Fischer    | Les Verts        | 1 027        | 3,5          |             |             |  |
|                | Alain Chartier             | LCR              | 733          | 2,5          |             |             |  |
|                | Joëlle Bauquel             | PCF              | 660          | 2,25         |             |             |  |
|                | Jean-Pierre Lavigne        | Pôle républicain | 653          | 2,23         |             |             |  |
|                | Christiane Nimsgern        | LO               | 376          | 1,28         |             |             |  |
|                | Jean-Louis Toilier         | MNR              | 355          | 1,21         |             |             |  |
|                | Laëtitia Pasquini          | MHAN             | 274          | 0,93         |             |             |  |
|                | Jean-Yves Klos             | GÉ               | 259          | 0,88         |             |             |  |
|                | Marie-Claude Nowakowski    | MÉI              | 165          | 0,56         |             |             |  |
|                | Coralie Dimofski           | CPNT             | 122          | 0,42         |             |             |  |
|                |                            |                  |              |              |             |             |  |
| Inscrits       | Inscrits                   | Inscrits         | 48 585       | 100,00       | 48 584      | 100,00      |  |
| Abstentions    | Abstentions                | Abstentions      | 18 846       | 38,79        | 20 808      | 42,83       |  |
| Votants        | Votants                    | Votants          | 29 739       | 61,21        | 27 776      | 57,17       |  |
| Blancs et nuls | Blancs et nuls             | Blancs et nuls   | 423          | 1,42         | 789         | 2,84        |  |
| Exprimés       | Exprimés                   | Exprimés         | 29 316       | 98,58        | 26 987      | 97,16       |  |

La suppléante de Laurent Hénart était Corinne Marchal-Tarnus, professeur de biologie en lycée, première adjointe au maire d'Eulmont. Corinne Marchal-Tarnus remplaça Laurent Hénart, nommé membre du gouvernement, du 1er mai 2004 au 15 juillet 2005, date à laquelle elle démissionna.

### Élections partielles de 2005
| Candidat       | Candidat                     | Parti          | Premier tour | Premier tour | Second tour | Second tour |  |
| Candidat       | Candidat                     | Parti          | Voix         | %            | Voix        | %           |  |
| -------------- | ---------------------------- | -------------- | ------------ | ------------ | ----------- | ----------- |  |
|                | Laurent Hénart sortant réélu | UMP            | 5 617        | 40,13        | 7 185       | 51,43       |  |
|                | Mathieu Klein                | PS             | 3 621        | 25,87        | 6 786       | 48,57       |  |
|                | Jean-Jacques Denis           | Divers gauche  | 1 136        | 8,12         |             |             |  |
|                | Philippe Herlin              | FN             | 991          | 7,08         |             |             |  |
|                | Alain Miton                  | UDF            | 862          | 6,16         |             |             |  |
|                | Marie-Hélène Faivre          | Les Verts      | 774          | 5,53         |             |             |  |
|                | Annie Levi-Cyferman          | Extrême gauche | 752          | 5,37         |             |             |  |
|                | Christiane Nimsgern          | LO             | 244          | 1,74         |             |             |  |
|                |                              |                |              |              |             |             |  |
| Inscrits       | Inscrits                     | Inscrits       | 49 774       | 100,00       | 49 756      | 100,00      |  |
| Abstentions    | Abstentions                  | Abstentions    | 35 524       | 71,37        | 35 299      | 70,94       |  |
| Votants        | Votants                      | Votants        | 14 250       | 28,63        | 14 457      | 29,06       |  |
| Blancs et nuls | Blancs et nuls               | Blancs et nuls | 253          | 1,78         | 486         | 3,36        |  |
| Exprimés       | Exprimés                     | Exprimés       | 13 997       | 98,22        | 13 971      | 96,64       |  |

### Élections de 2007
| Candidat       | Candidat                     | Parti          | Premier tour | Premier tour | Second tour | Second tour |  |
| Candidat       | Candidat                     | Parti          | Voix         | %            | Voix        | %           |  |
| -------------- | ---------------------------- | -------------- | ------------ | ------------ | ----------- | ----------- |  |
|                | Laurent Hénart sortant réélu | UMP            | 13 035       | 44,64        | 14 816      | 50,8        |  |
|                | Mathieu Klein                | PS             | 9 340        | 31,98        | 14 348      | 49,2        |  |
|                | Alain Miton                  | UDF–MoDem      | 1 983        | 6,79         |             |             |  |
|                | Delphine Zachary             | FN             | 1 036        | 3,55         |             |             |  |
|                | Marie-Hélène Faivre          | Les Verts      | 1 026        | 3,51         |             |             |  |
|                | Sylvie Petit                 | LCR            | 873          | 2,99         |             |             |  |
|                | Joëlle Bauquel               | PCF            | 585          | 2            |             |             |  |
|                | Guy Boiche                   | MPF            | 517          | 1,77         |             |             |  |
|                | Olivier Mergaux              | PRG            | 280          | 0,96         |             |             |  |
|                | Christiane Nimsgern          | LO             | 239          | 0,82         |             |             |  |
|                | Jean-Philippe Wagner         | MNR            | 129          | 0,44         |             |             |  |
|                | Achour Rezzik                | Divers         | 109          | 0,37         |             |             |  |
|                | Dominique Michel             | S&P            | 51           | 0,17         |             |             |  |
|                |                              |                |              |              |             |             |  |
| Inscrits       | Inscrits                     | Inscrits       | 52 930       | 100,00       | 52 930      | 100,00      |  |
| Abstentions    | Abstentions                  | Abstentions    | 23 425       | 44,26        | 23 139      | 43,72       |  |
| Votants        | Votants                      | Votants        | 29 505       | 55,74        | 29 791      | 56,28       |  |
| Blancs et nuls | Blancs et nuls               | Blancs et nuls | 302          | 1,02         | 627         | 2,1         |  |
| Exprimés       | Exprimés                     | Exprimés       | 29 203       | 98,98        | 29 164      | 97,9        |  |

### Élections de 2012
| Candidat       | Candidat                 | Parti          | Premier tour | Premier tour | Second tour | Second tour |  |
| Candidat       | Candidat                 | Parti          | Voix         | %            | Voix        | %           |  |
| -------------- | ------------------------ | -------------- | ------------ | ------------ | ----------- | ----------- |  |
|                | Chaynesse Khirouni élue  | PS             | 16 953       | 37,93        | 23 229      | 52,23       |  |
|                | Laurent Hénart sortant   | PRV (UMP)      | 15 381       | 34,42        | 21 245      | 47,77       |  |
|                | Natacha Waszezynski      | RBM (FN)       | 5 429        | 12,15        |             |             |  |
|                | Mathieu Piotrkowski      | FG (GU) (PCF)  | 2 476        | 5,54         |             |             |  |
|                | Christophe Pierre        | EÉLV           | 1 172        | 2,62         |             |             |  |
|                | Danièle Noël             | CpF (MoDem)    | 796          | 1,78         |             |             |  |
|                | Gérard André             | LT-LNÉ         | 469          | 1,05         |             |             |  |
|                | François-Marie L'Huiller | DLR            | 392          | 0,88         |             |             |  |
|                | Éric Tollénaère          | MRC            | 384          | 0,86         |             |             |  |
|                | Daniel Lallemant         | PCD            | 304          | 0,68         |             |             |  |
|                | Sébastien Borges         | NPA            | 237          | 0,53         |             |             |  |
|                | Christiane Nimsgern      | LO             | 207          | 0,46         |             |             |  |
|                | Véronique Monzein        | AÉI            | 194          | 0,43         |             |             |  |
|                | Clément Wittmann         | MOC            | 194          | 0,43         |             |             |  |
|                | Simon Pouvreau           | S&P            | 104          | 0,23         |             |             |  |
|                |                          |                |              |              |             |             |  |
| Inscrits       | Inscrits                 | Inscrits       | 80 689       | 100,00       | 80 687      | 100,00      |  |
| Abstentions    | Abstentions              | Abstentions    | 35 499       | 43,99        | 35 117      | 43,52       |  |
| Votants        | Votants                  | Votants        | 45 190       | 56,01        | 45 570      | 56,48       |  |
| Blancs et nuls | Blancs et nuls           | Blancs et nuls | 498          | 1,1          | 1 096       | 2,41        |  |
| Exprimés       | Exprimés                 | Exprimés       | 44 692       | 98,9         | 44 474      | 97,59       |  |

### Élections de 2017
|                                                                                    |                                                                              |                           |                           |                          |                          |
|                                                                                    |                                                                              | Premier tour 11 juin 2017 | Premier tour 11 juin 2017 | Second tour 18 juin 2017 | Second tour 18 juin 2017 |
|                                                                                    |                                                                              |                           |                           |                          |                          |
|                                                                                    |                                                                              | Nombre                    | % des inscrits            | Nombre                   | % des inscrits           |
| Inscrits                                                                           | Inscrits                                                                     | 79 290                    | 100,00                    | 79 290                   | 100,00                   |
| Abstentions                                                                        | Abstentions                                                                  | 39 345                    | 49,62                     | 45 290                   | 57,12                    |
| Votants                                                                            | Votants                                                                      | 39 945                    | 50,38                     | 34 000                   | 42,88                    |
|                                                                                    |                                                                              |                           | % des votants             |                          | % des votants            |
| Bulletins blancs                                                                   | Bulletins blancs                                                             | 378                       | 0,95                      | 2 497                    | 7,34                     |
| Bulletins nuls                                                                     | Bulletins nuls                                                               | 163                       | 0,41                      | 1 039                    | 3,06                     |
| Suffrages exprimés                                                                 | Suffrages exprimés                                                           | 39 404                    | 98,65                     | 30 464                   | 89,60                    |
|                                                                                    |                                                                              |                           |                           |                          |                          |
| Étiquette politique                                                                | Étiquette politique                                                          | Voix                      | % des exprimés            | Voix                     | % des exprimés           |
|                                                                                    |                                                                              |                           |                           |                          |                          |
|                                                                                    | Carole Grandjean La République en marche                                     | 13 593                    | 34,50                     | 17 025                   | 55,89                    |
|                                                                                    | Chaynesse Khirouni (députée sortante) Parti socialiste                       | 5 704                     | 14,48                     | 13 439                   | 44,11                    |
|                                                                                    | Éric Pensalfini Les Républicains diss.                                       | 5 610                     | 14,24                     |                          |                          |
|                                                                                    | Nordine Jouira La France insoumise                                           | 4 162                     | 10,56                     |                          |                          |
|                                                                                    | Barbara Hoffmann Front national                                              | 3 602                     | 9,14                      |                          |                          |
|                                                                                    | Mostafa Fourar Union des démocrates et indépendants (Les Républicains)       | 3 065                     | 7,78                      |                          |                          |
|                                                                                    | Éric Damamme Écologiste (Confédération pour l'homme, l'animal et la planète) | 856                       | 2,17                      |                          |                          |
|                                                                                    | Marie-Christine Bastien Parti communiste français                            | 586                       | 1,49                      |                          |                          |
|                                                                                    | François-Marie L'Huillier Debout la France                                   | 571                       | 1,45                      |                          |                          |
|                                                                                    | Dominique Michel Divers (Parti du vote blanc)                                | 404                       | 1,03                      |                          |                          |
|                                                                                    | Virginie Wawrzyniak Parti pour la décroissance                               | 397                       | 1,01                      |                          |                          |
|                                                                                    | Pierre-Nicolas Nups Comités Jeanne                                           | 304                       | 0,77                      |                          |                          |
|                                                                                    | Christiane Nimsgern Lutte ouvrière                                           | 217                       | 0,55                      |                          |                          |
|                                                                                    | Maxime Logerot Union populaire républicaine                                  | 205                       | 0,52                      |                          |                          |
|                                                                                    | Éric Tollénaère Mouvement républicain et citoyen                             | 128                       | 0,32                      |                          |                          |
| Source : Ministère de l'Intérieur - Première circonscription de Meurthe-et-Moselle |                                                                              |                           |                           |                          |                          |

### Élections de 2022
|                                                    |                                                                                     |                           |                           |                          |                          |
|                                                    |                                                                                     | Premier tour 12 juin 2022 | Premier tour 12 juin 2022 | Second tour 19 juin 2022 | Second tour 19 juin 2022 |
|                                                    |                                                                                     |                           |                           |                          |                          |
|                                                    |                                                                                     | Nombre                    | % des inscrits            | Nombre                   | % des inscrits           |
| Inscrits                                           | Inscrits                                                                            | 82 436                    | 100,00                    | 82 448                   | 100,00                   |
| Abstentions                                        | Abstentions                                                                         | 42 656                    | 51,74                     | 43 425                   | 52,67                    |
| Votants                                            | Votants                                                                             | 39 780                    | 48,26                     | 39 023                   | 47,33                    |
|                                                    |                                                                                     |                           | % des votants             |                          | % des votants            |
| Bulletins blancs                                   | Bulletins blancs                                                                    | 524                       | 1,32                      | 1 850                    | 4,74                     |
| Bulletins nuls                                     | Bulletins nuls                                                                      | 198                       | 0,50                      | 636                      | 1,63                     |
| Suffrages exprimés                                 | Suffrages exprimés                                                                  | 39 058                    | 98,19                     | 36 537                   | 93,63                    |
|                                                    |                                                                                     |                           |                           |                          |                          |
| Candidat Étiquette politique (partis et alliances) | Candidat Étiquette politique (partis et alliances)                                  | Voix                      | % des exprimés            | Voix                     | % des exprimés           |
|                                                    |                                                                                     |                           |                           |                          |                          |
|                                                    | Carole Grandjean* La République en marche (Ensemble !)                              | 13 159                    | 33,69                     | 19 520                   | 53,43                    |
|                                                    | Nordine Jouira La France insoumise (Nouvelle Union populaire écologique et sociale) | 12 822                    | 32,83                     | 17 017                   | 46,57                    |
|                                                    | Patricia Melet Rassemblement national                                               | 5 669                     | 14,51                     |                          |                          |
|                                                    | Claudine Brin Les Républicains                                                      | 2 995                     | 7,67                      |                          |                          |
|                                                    | Laurent Hennequin Reconquête (parti politique)                                      | 1 744                     | 4,47                      |                          |                          |
|                                                    | Eric Tollénaère Fédération de la gauche républicaine                                | 579                       | 1,48                      |                          |                          |
|                                                    | Armand Buchy Parti animaliste                                                       | 530                       | 1,36                      |                          |                          |
|                                                    | Pascal L'Huillier Debout la France                                                  | 520                       | 1,33                      |                          |                          |
|                                                    | Sophie Norton Les Décroissants                                                      | 391                       | 1,00                      |                          |                          |
|                                                    | Christiane Nimsgern Lutte ouvrière                                                  | 375                       | 0,96                      |                          |                          |
|                                                    | Frank-Olivier Potier Divers Droite                                                  | 179                       | 0,46                      |                          |                          |
|                                                    | Lila Lombardia Union des démocrates musulmans français                              | 95                        | 0,24                      |                          |                          |
| * Députée sortante                                 |                                                                                     |                           |                           |                          |                          |

### Élections de 2024
| Candidat | Candidat            | Parti et coalition | Nuance | Premier tour | Premier tour | Second tour | Second tour |
| Candidat | Candidat            | Parti et coalition | Nuance | Voix         | %            | Voix        | %           |
| -------- | ------------------- | ------------------ | ------ | ------------ | ------------ | ----------- | ----------- |
|          | Estelle Mercier     | PS (NFP)           | UG     | 20 645       | 37,73        | 32 531      | 63,96       |
|          | Patricia Melet      | RN                 | RN     | 14 719       | 26,90        | 18 334      | 36,04       |
|          | Philippe Guillemard | RE (ENS)           | ENS    | 14 435       | 26,38        | Retrait     | Retrait     |
|          | Aurélien Arnould    | LR                 | LR     | 3 518        | 6,43         |             |             |
|          | Christiane Nimsgern | LO                 | EXG    | 741          | 1,35         |             |             |
|          | Massimo Nespolo     | DLF                | DSV    | 664          | 1,21         |             |             |

|                          |                          |                          |                          |       |        |       |        |
| Votes valides            | Votes valides            | Votes valides            | Votes valides            | 54722 | 97.93% | 50865 | 91.42% |
| Votes blancs             | Votes blancs             | Votes blancs             | Votes blancs             | 798   | 1.43%  | 3877  | 6.97%  |
| Votes nuls               | Votes nuls               | Votes nuls               | Votes nuls               | 357   | 0.64%  | 893   | 1.61%  |
| Total                    | Total                    | Total                    | Total                    | 55877 | 100%   | 55635 | 100%   |
| Abstention               | Abstention               | Abstention               | Abstention               | 27392 | 32.90% | 27638 | 33.19% |
| Inscrits / participation | Inscrits / participation | Inscrits / participation | Inscrits / participation | 83269 | 67.10% | 83273 | 66.81% |

#### Département de Meurthe-et-Moselle
- La fiche de l'INSEE de cette circonscription : « Tableaux et Analyses de la première circonscription de Meurthe-et-Moselle », sur insee.fr, site de l'Institut national de la statistique et des études économiques (consulté le 10 juin 2007) [PDF]

- « Tous les députés du département de Meurthe-et-Moselle depuis 1789 » [archive du 28 septembre 2007], sur assemblee-nationale.fr, site de l'Assemblée nationale française (consulté le 10 juin 2007)

- « Informations contentieuses sur le département de Meurthe-et-Moselle (Élections législatives de 2002) »(Archive.org • Wikiwix • Archive.is • Google • Que faire ?), sur conseil-constitutionnel.fr, site du Conseil constitutionnel (consulté le 13 juin 2007)

#### Circonscriptions en France
- « Carte des circonscriptions législatives en France », sur assemblee-nationale.fr, site de l'Assemblée nationale française (consulté le 10 juin 2007)

- « Résultats électoraux officiels en France »(Archive.org • Wikiwix • Archive.is • Google • Que faire ?), sur interieur.gouv.fr, site du ministère de l'Intérieur (France) (consulté le 13 juin 2007)

- Description et Atlas des circonscriptions électorales de France sur http://www.atlaspol.com, Atlaspol, site de cartographie géopolitique, consulté le 13 juin 2007.